# Arthur Heyer

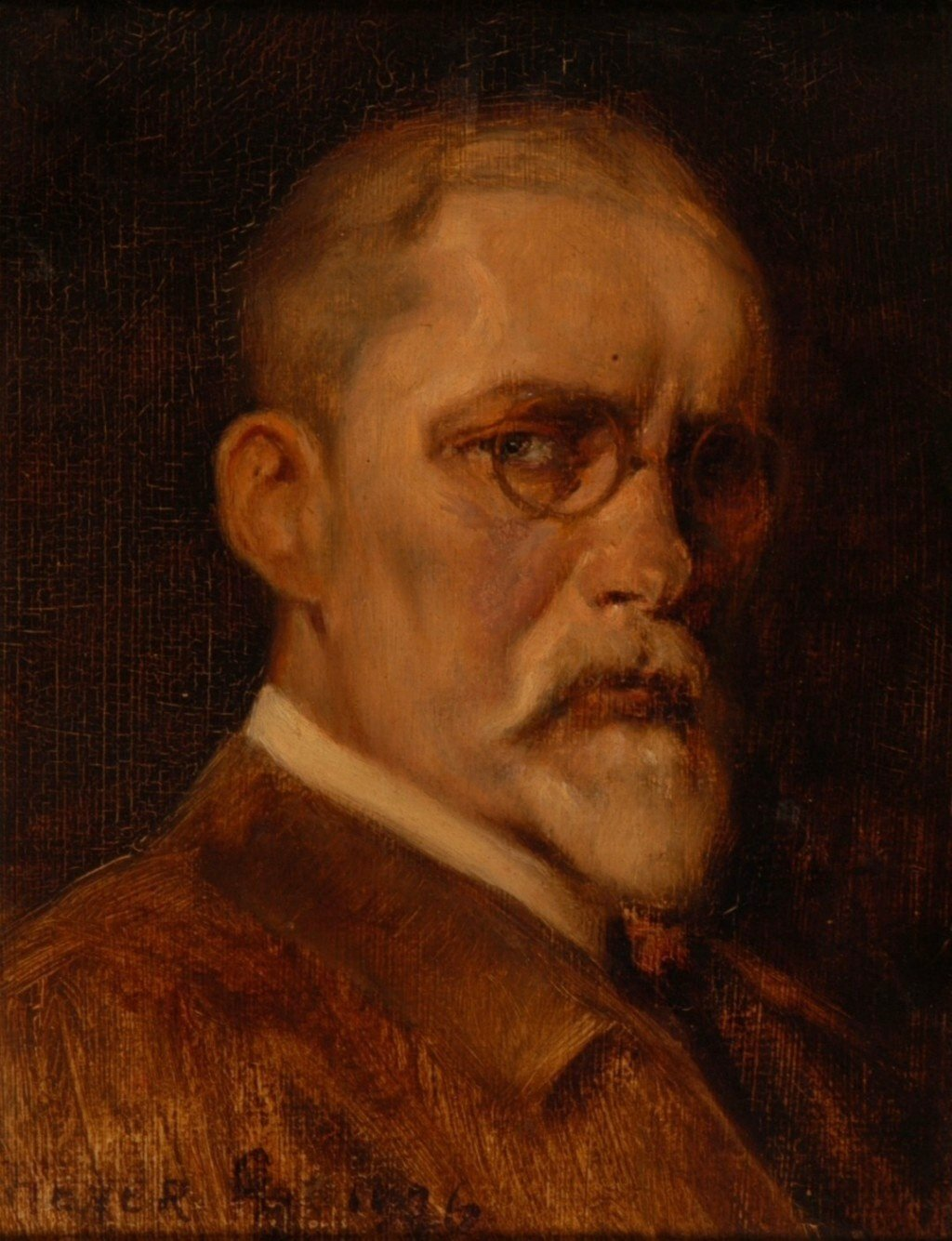
Autorretrato, 1929.

Arthur Heyer (* 28 de febrero de 1872 Haarhausen, Alemania; † 1931, Budapest) fue un pintor germano-húngaro, con especial predilección por los motivos animales.

## Biografía
Fue el segundo hijo del matrimonio compuesto por el profesor de escuela Georg Hermann Heyer y su esposa Friederice. En 1875 se trasladaron a Gotha, donde Heyer pasó su etapa escolar.
Entre 1890 y 1895 estudió en la Unterrichtsanstalt des Kunstgewerbemuseums Berlin («Escuela de Artes Aplicadas de Berlín»), bajo la dirección de Max Koch. Durante ese tiempo comenzó a publicar sus primeros dibujos en diferentes periódicos y publicaciones, bajo la dirección de Eugen Richter, como El Periódico Liberal (Freisinnigen Zeitung) o el semanario satírico Las Avispas (Die Wespen). Debido a sus estudios, entre 1892 y 1895 viajó a Transilvania donde tomó contacto con la cultura húngara. En 1896 se estableció en Budapest, ciudad donde comenzó a vivir gracias a la ilustración de libros. En 1900 aceptó la ciudadanía húngara. Hungría, en aquellos tiempos, formaba parte del Imperio austrohúngaro. En 1906 llevó a cabo la primera gran exposición de su obra en Budapest, a la cual siguieron un gran número de nuevas exposiciones. En 1909 también hizo sendas exposiciones en su Turingia natal en el Museo Grand- Ducal de Weimar y en la Sociedad Artística de Gotha. En 1911 obtuvo el Premio Conde Andrássy. Después de numerosas exposiciones, entre las que destacan una en la Künstlerhaus de Viena y otra en el Palacio de Cristal de Múnich, en 1915 fue designado profesor. En 1929 el Museo Nacional de Hungría, de Budapest, adquirió su autorretrato. En 1931 y a la edad de 59 años, murió y recibió un funeral con honores de Estado. Su cuerpo está sepultado en el Cementerio de Kerepes.

## Obra

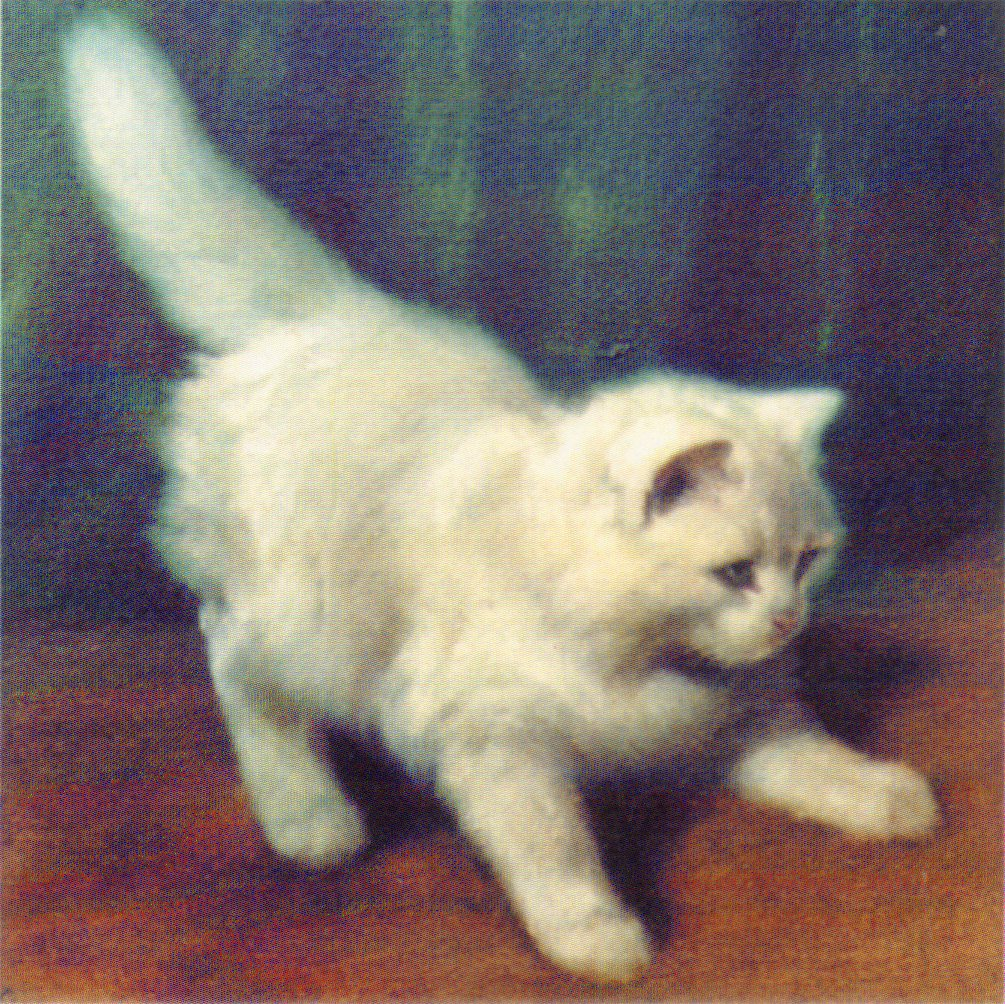
Junge Angorakatze (Joven Gato de Angora), óleo sobre lienzo, 40 x 50 cm.

Su estilo es, principalmente, naturalista. Además de sus tempranos retratos satíricos y humorísticos Arthur Heyer pintó -sobre todo- retratos de animales y, especialmente, de gatos. Muchas de sus obras fueron hechas por encargo y sus retratos de gatos quizá son los más conocidos y reproducidos en pósters de tiradas millonarias (lo que le valió el sobrenombre de Cats Heyer) pero también pintó ciervos, liebres, faisanes, pollos y perros.
En 1919 publicó sendos libros infantiles, con poesías e ilustraciones de animales llamados: En el Bosque Milagroso, un cuento de hadas (Im Wunderwald, ein Märchen) y Niki, la divertida historia de un perro (Niki, eine drollige Hundegeschichte).
- Datos: Q324000
- Multimedia: Arthur Heyer / Q324000